# والنسیا وست (آریزونا)
والنسیا وست (به انگلیسی: Valencia West) یک منطقهٔ مسکونی در ایالات متحده آمریکا است که در شهرستان پیما، آریزونا واقع شده‌است. والنسیا وست ۲۵٫۶۵ کیلومتر مربع مساحت و ۲٬۳۸۰ نفر جمعیت دارد.